# Кореньков, Василий Матвеевич
Василий Матвеевич Кореньков (1913—1984) — ефрейтор Рабоче-крестьянской Красной Армии, участник Великой Отечественной войны, Герой Советского Союза (1943).

## Биография
Василий Кореньков родился 25 апреля 1913 года в селе Знаменка (ныне — Обоянский район Курской области). После окончания семи классов школы работал в колхозе. В 1935—1937 годах служил в Рабоче-крестьянской Красной Армии. После демобилизации проживал в городе Константиновка Сталинской области Украинской ССР, работал на заводе. В 1943 году Кореньков повторно был призван в армию. С марта того же года — на фронтах Великой Отечественной войны.
К августу 1943 года ефрейтор Василий Кореньков был автоматчиком 705-го стрелкового полка 121-й стрелковой дивизии 60-й армии Центрального фронта. Отличился во время Курской битвы. 27 августа 1943 года Кореньков участвовал в прорыве немецкой обороны в районе деревни Кольтичеево Рыльского района Курской области. В тех боях он два раза был ранен, но продолжал сражаться.
Указом Президиума Верховного Совета СССР от 17 октября 1943 года ефрейтор Василий Кореньков был удостоен высокого звания Героя Советского Союза с вручением ордена Ленина и медали «Золотая Звезда».
После окончания войны Кореньков был демобилизован. Вернулся в Константиновку.
Был также награждён орденом Отечественной войны 1-й степени и рядом медалей.